# Cody Ellis
Cody Gordon Ellis (Perth, 24 aprile 1990) è un cestista australiano.